# Hinterthal
Hinterthal är en alpby i förbundslandet Salzburg i Österrike belägen cirka 1020 m ö.h  vid foten av berget Hochkönig. Byn ligger ungefär 87 km från Salzburg och 14 km från Saalfelden am Steinernen Meer.
Hinterthal är en del av Hochkönig-skidnätverk vilket består av 120 km skidspår som främst går mellan byarna Dienten am Hochkönig, Mühlbach am Hochkönig och Maria Alm am Steinernen Meer. Från byn går det en lift upp till berget Gabühel (1634 m ö.h). Därifrån går liften Doppelsesselbahn Gebühl och linbanan Sinalcobahn. Hochkönig-skidnätverk är en del av det österrikiska Ski Amadé som består av 28 skidanläggningar i Österrike. Under somrarna är det populärt att gå på vandring i bergen runt byn.
Hinterthal var en av de första platserna där utländska personer kunde köpa hus i Österrike vilket gör att det finns många från utanför Österrike som äger hus där.

## Klimat

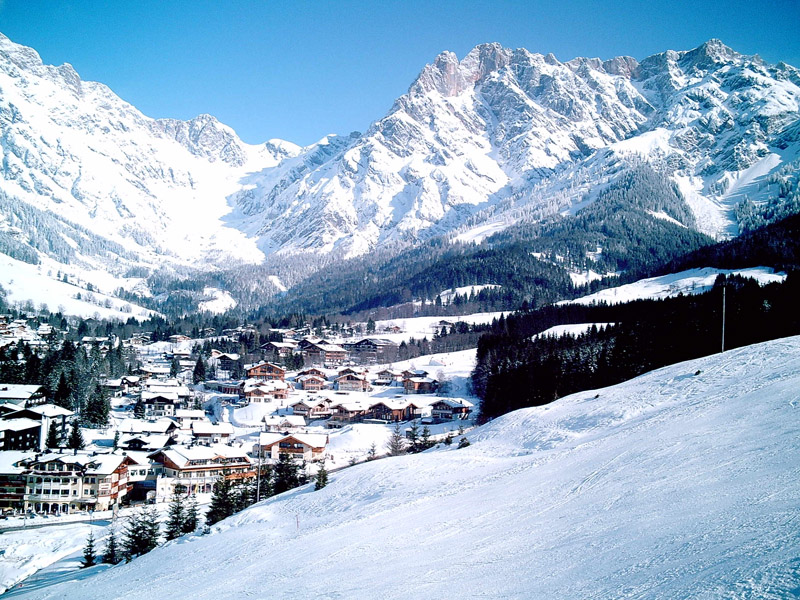
Hinterthal på vintern

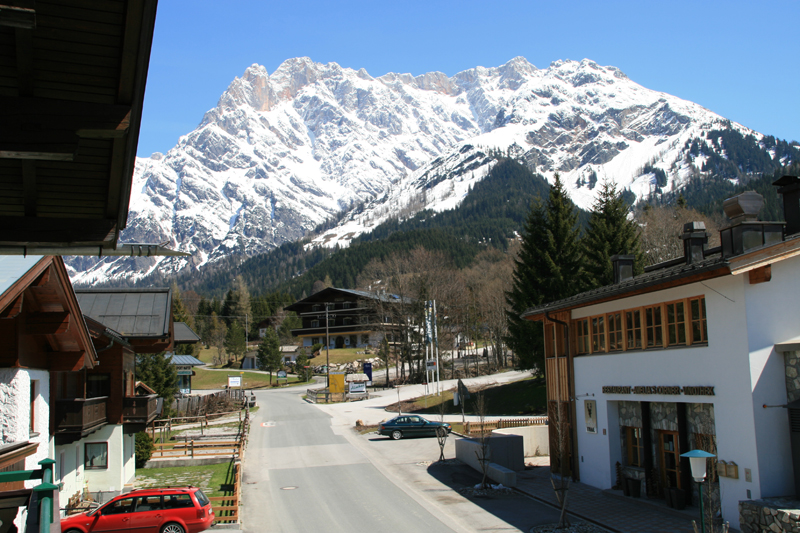
Huvudgatan i byn

|                                                                | Jan | Feb | Mar | Apr | Maj | Jun | Jul | Aug | Sep | Okt | Nov | Dec |
| -------------------------------------------------------------- | --- | --- | --- | --- | --- | --- | --- | --- | --- | --- | --- | --- |
| Högsta medeltemp.                                              | −1  | 2   | 9   | 15  | 19  | 22  | 23  | 23  | 19  | 14  | 6   | 0   |
| Lägsta medeltemp.                                              | −7  | −5  | −1  | 4   | 9   | 13  | 14  | 14  | 9   | 5   | 0   | −5  |
|                                                                |     |     |     |     |     |     |     |     |     |     |     |     |
| Källa: https://www.holiday-weather.com/hinterthal_at/averages/ |     |     |     |     |     |     |     |     |     |     |     |     |